# Diagnóstico médico

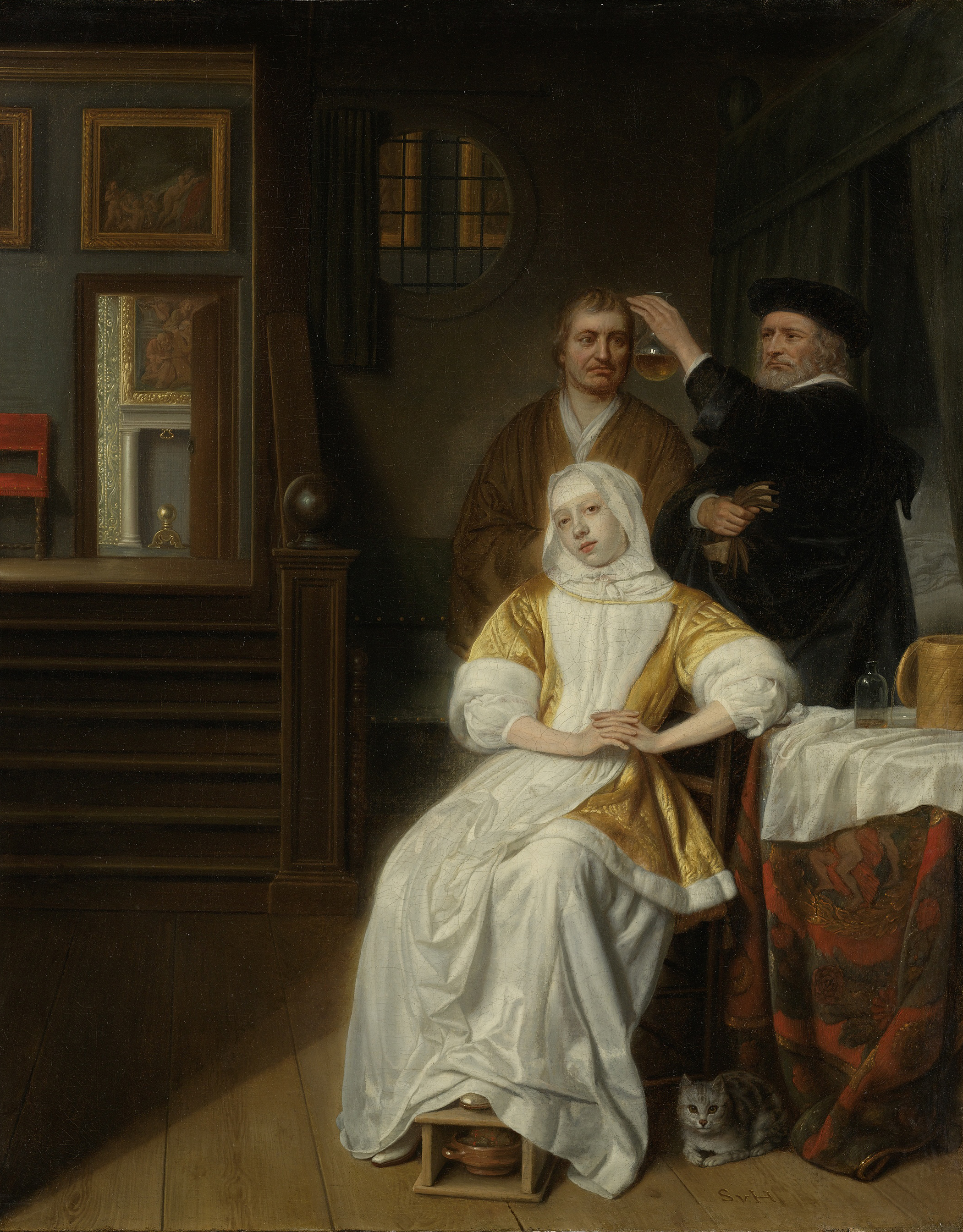
La dama anémica (De bleekzuchtige dame) de Samuel van Hoogstraten, pintado entre 1660 y 1670.

En medicina, el diagnóstico o propedéutica clínica es el procedimiento por el cual se identifica una enfermedad, entidad nosológica, síndrome, o cualquier estado de salud o enfermedad (el "estado de salud" también se diagnostica). 
En términos de la práctica médica, el diagnóstico es un juicio clínico sobre el estado psicofísico de un paciente ya sea animal o humano,  representa una manifestación en respuesta a una demanda para determinar tal estado, el único que puede indicar un proceso diagnóstico o manejo del paciente es el Profesional (Médico clínico que lleva a cabo la recepción del paciente y realiza tratamiento de emergencia según los casos clínicos del paciente).
Diagnosticar es dar nombre al sufrimiento del paciente; es asignar una "etiqueta".

## Proceso diagnóstico
El diagnóstico clínico requiere tener en cuenta los dos aspectos de la lógica, es decir, el análisis y la síntesis, utilizando diversas herramientas como la anamnesis, la historia clínica, exploración física y exploraciones complementarias.
El diagnóstico médico establece a partir de síntomas, signos y los hallazgos de exploraciones complementarias, qué enfermedad padece una persona. Generalmente una enfermedad no está relacionada de una forma biunívoca con un síntoma, es decir, un síntoma no es exclusivo de una enfermedad. Cada síntoma o hallazgo en una exploración presenta una probabilidad de aparición en cada enfermedad. 
El teorema de Bayes ayuda al diagnóstico de una enfermedad a partir de los síntomas y otros hallazgos que presenta el paciente si las enfermedades son mutuamente excluyentes, se conoce sus prevalencias y la frecuencia de aparición de cada síntoma en cada enfermedad. Según la prevalencia de cada enfermedad en cada población, un mismo conjunto de síntomas o síndrome puede producir un diagnóstico diferente en cada población, es decir, cada síndrome puede estar producido por una enfermedad diferente en cada población.
El cálculo de la probabilidad post-prueba recibe el nombre de teorema de Bayes y es un buen modelo de cómo se procede en la clínica, toda vez que la información previa va modificando las probabilidades de nuestros diagnósticos, haciendo más o menos verosímiles nuestras hipótesis. En otras palabras, el teorema de Bayes nos proporciona la herramienta matemática para calcular cómo una prueba diagnóstica cambia la probabilidad pre-prueba a un nuevo valor post-prueba.
Ejemplo: Un paciente en que sospecha lupus eritematoso, con una probabilidad pre-prueba del 20 %, o 0,2. Esta probabilidad pre-prueba depende de la prevalencia de la enfermedad en una población dada, sobre la que se agrega el valor que establece el juicio clínico. Si solicitamos la prueba de AADN, y el resultado es positivo, la probabilidad post-prueba de que la paciente sufra lupus eritematoso es ahora de 89,7 %. Por otro lado, si la prueba es negativa, la probabilidad post-prueba se reduce a 7,2 %.

## Herramientas diagnósticas

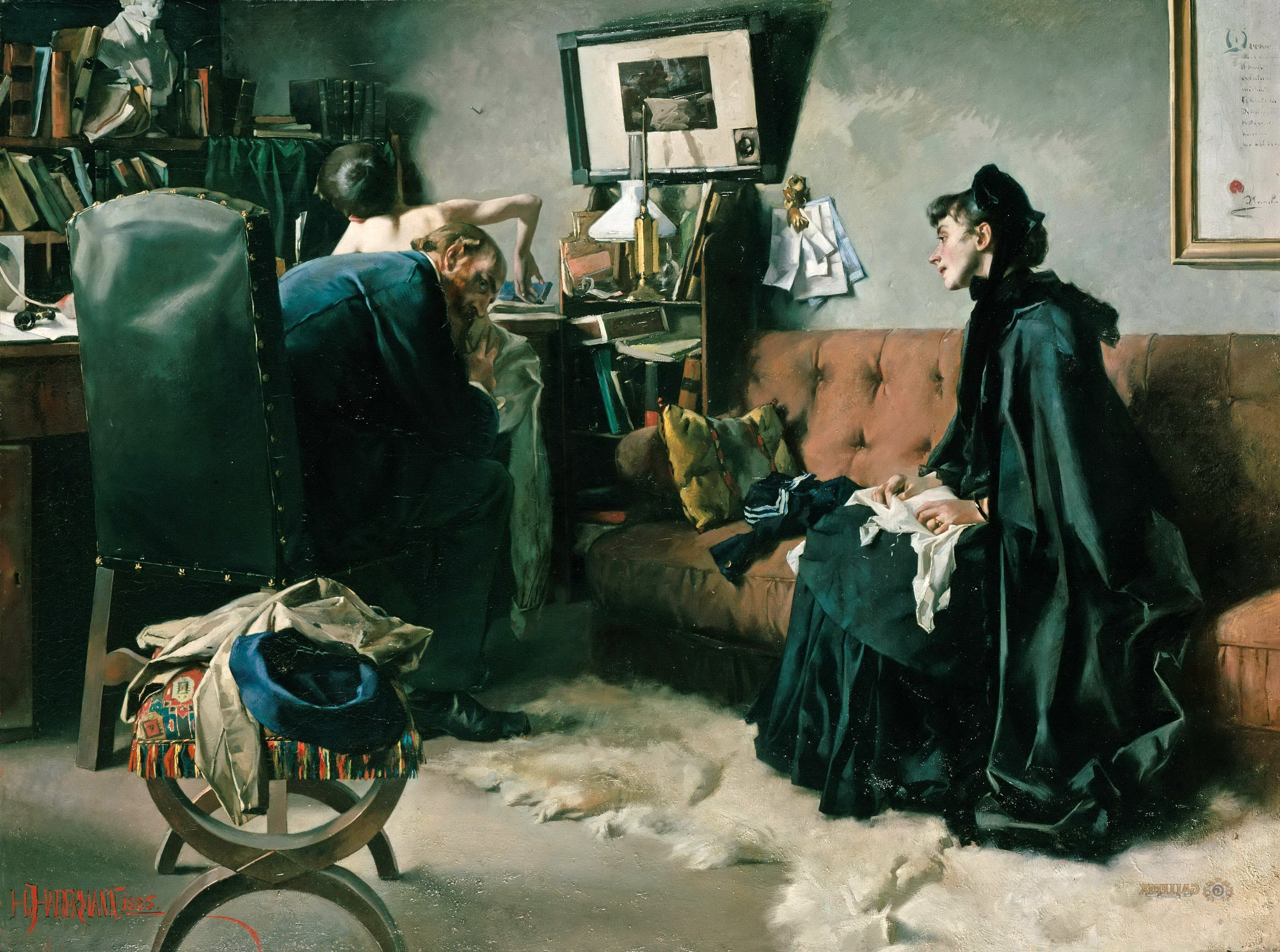
"Consulta (un niño con problemas)" Konsultation (Ein Sorgenkind) de Hugo von Habermann (1886).

- Anamnesis: Es la información proporcionada por el paciente durante la entrevista clínica útil para analizar su situación clínica.
- Síntomas: Son las experiencias subjetivas negativas físicas que refiere el paciente, recogidas por el médico en la anamnesis durante la entrevista clínica, con un lenguaje médico, es decir comprensible para todos los médicos. Por ejemplo, los pacientes a la sensación de falta de aire o percepción incómoda y desagradable en la respiración (disnea), lo llaman ahogo, angustia, fatiga, cansancio fácil...
- Signos: Son los hallazgos objetivos que detecta el médico observando al paciente, por ejemplo la taquipnea a más de 30 respiraciones por minuto. La semiótica médica o semiología clínica es la parte de la medicina que trata de los signos de las enfermedades desde el punto de vista del diagnóstico y del pronóstico.
- Exploración física o Semiotécnica: Consiste en diversas maniobras que realiza el médico sobre el paciente, siendo las principales la inspección, palpación, percusión, oler y auscultación, con las que se obtienen signos clínicos más específicos.

Todos los síntomas referidos en la anamnesis y los signos objetivados en la exploración física son anotados en la historia clínica del paciente.
Generalmente, los signos y síntomas definen un síndrome que puede estar ocasionado por varias enfermedades. El médico debe formular una hipótesis sobre las enfermedades que pueden estar ocasionando el síndrome y para comprobar la certeza de la hipótesis solicita exploraciones complementarias.

## Tipos de exploraciones complementarias
Las exploraciones complementarias confirman o descartan una enfermedad en concreto, antes de iniciar un tratamiento. A veces no ofrecen ningún tipo de información útil, sobre todo cuando se solicitan sin ningún tipo de criterio o no existe un diagnóstico diferencial.
- Pruebas de laboratorio: Consiste en el análisis, generalmente bioquímico de diferentes líquidos corporales, siendo el más común la sangre.
- Técnicas de diagnóstico por imagen: Como la ecografía, la radiografía simple, la TAC, la RMN, o la PET.
- Técnicas endoscópicas:
  - Fibrobroncoscopia
  - Colonoscopia
  - Gastroscopia
  - Colposcopia
  - Toracoscopia
  - Laringoscopia
- Biopsia.

## Tipos de diagnóstico
- Diagnóstico clínico o individual. Es el total emitido a partir del contraste de todos los mencionados y de las condiciones personales del enfermo. Todos estos factores determinan cualitativa y cuantitativamente el cuadro clínico, de manera que este puede ser diferente aun cuando la entidad morbosa sea la misma. A esto se refiere la máxima «no hay enfermedades, sino enfermos».

- Diagnóstico de certeza. Es el diagnóstico confirmado a través de la interpretación y análisis de métodos complementarios.

- Diagnóstico diferencial. Conocimiento al que se arriba después de la evaluación crítica comparativa de sus manifestaciones más comunes con las de otras enfermedades.

- Diagnóstico etiológico. Determina las causas de la enfermedad; es esencial para el diagnóstico de certeza de muchas enfermedades.

- Diagnóstico genérico. Determinar si el sujeto está o no enfermo. Pueden plantearse problemas de enjuiciamiento, pues hay que contar con una posible simulación y con las neurosis e histerias, que constituyen verdaderas enfermedades.

- Diagnóstico heroico. Cuando el diagnóstico se convierte en una obsesión, en un absurdo, en una especie de imposición mental y profesional, es decir, es un diagnóstico extremo en el sentido de "por sí mismo", e innecesario.

- Diagnóstico lesional, anatómico o topográfico. Es la localización e identificación de las lesiones en los diferentes órganos y tejidos.

- Diagnóstico nosológico. Es la determinación específica de la enfermedad.

- Diagnóstico patogenético. Consigna los mecanismos que producen la enfermedad por la acción de las causas y la reacción orgánica.

- Diagnóstico presuntivo. Es aquel que el profesional considera posible basándose en los datos obtenidos en la anamnesis y el examen físico.

- Diagnóstico sindromático y funcional. Los síndromes son conjuntos de signos y síntomas con un desarrollo común; p. ej., el síndrome ictérico (piel amarilla, orinas encendidas, heces decoloradas, etc.). Aunque en algunas ocasiones no se puede avanzar más, permite un diagnóstico patogenético parcial, pero que posibilite un tratamiento funcional.

- Diagnóstico sintomático. Tiene por objeto identificar la enfermedad mediante los síntomas. Generalmente un síntoma aislado no da una indicación precisa de la enfermedad, puesto que puede ser propio de muchas de ellas.

## Problemas del diagnóstico
- Diagnóstico tardío
- Diagnóstico ausente
- Diagnóstico genérico
- Diganóstico inexacto
- Diagnóstico de moda
- Sobrediagnóstico
- Etiquetamiento
- Cascada diagnóstica

## Características de una prueba diagnóstica
Se considera que una prueba diagnóstica es buena cuando ofrece resultados positivos en enfermos y negativos en pacientes sanos, con el menor rango de error posible.
Por lo tanto, las condiciones que deben ser exigidas en un test diagnóstico son principalmente tres:
- Validez: Es el grado en que un test mide lo que se supone que debe medir, es decir, la frecuencia con la que los resultados obtenidos con este test pueden ser confirmados por otros más complejos y rigurosos. Los parámetros que miden la validez de una prueba diagnóstica son la sensibilidad y la especificidad.
- Reproductividad: Es la capacidad de un test de ofrecer los mismos resultados cuando se repite su aplicación en circunstancias similares.La reproductividad viene determianda por la variabilidad biológica del hecho observado, la introducida por el propio observador y la derivada del propio test.
- Seguridad: Es la certeza de que un test predecirá la presencia o ausencia de enfermedad en un paciente.La seguridad viene determinada por el valor predictivo de un resultado positivo o negativo, es decir, la probabilidad de que siendo un test positivo el paciente esté realmente enfermo.

## Validez de una prueba diagnóstica
El caso más sencillo es el de una prueba dicotómica, la cual clasifica a cada paciente como sano o enfermo, en función de que el resultado de la prueba sea positivo o negativo. De este modo, un resultado positivo se corresponde normalmente con la presencia de la enfermedad estudiada y un resultado negativo con la ausencia de la misma.
En general se suele trabajar con una población heterogénea de pacientes, de manera que los datos obtenidos permiten clasificarlos en cuatro grupos, los cuales suelen representarse en una tabla 2X2. En ella, se enfrenta el resultado de la prueba diagnóstica (en filas) con el estado real de los pacientes (en columnas) o, en su defecto, el resultado de la prueba de referencia o gold standard que vayamos a utilizar. El resultado de la prueba puede ser positivo o negativo, pero estos pueden ser correctos o incorrectos, dando lugar a cuatro tipos de resultados: verdaderos positivos, verdaderos negativos, falsos positivos y falsos negativos.
| Resultado de la prueba | Enfermo                   | Sano                      |
| ---------------------- | ------------------------- | ------------------------- |
| Positivo               | Verdaderos positivos (VP) | Falsos positivos (FP)     |
| Negativo               | Falsos negativos (FN)     | Verdaderos negativos (VN) |

Lo que determina la validez del test utilizado va a ser el cálculo de los valores de sensibilidad y especificidad.
- Sensibilidad: indica la probabilidad de que un paciente esté realmente enfermo siendo el resultado del test positivo. Por tanto, es la capacidad de un test para detectar realmente la presencia de enfermedad. La sensibilidad puede estimarse como la proporción de pacientes enfermos que obtuvieron un resultado positivo en la prueba diagnóstica, es decir, la proporción de verdaderos positivos, o de enfermos diagnosticados, respecto del total de enfermos en la población de estudio. Luego:

Sensibilidad=(VP)/(VP+FN)
- Especificidad: es la probabilidad de que un paciente esté realmente sano tras obtener un resultado del test negativo. Es la capacidad de un test para detectar la ausencia de enfermedad. Así, la especificidad puede estimarse como la proporción de pacientes sanos que obtuvieron un resultado negativo en la prueba diagnóstica, es decir, la proporción de verdaderos negativos, o de sanos reconocidos como tal, respecto del total de sanos en la población. De este modo:

Especificidad=(VN)/(VN+FP)
Lo ideal es trabajar con pruebas diagnósticas de alta sensibilidad y especificidad, superando el 80 % como mínimo en ambos casos. No obstante, esto no siempre es posible. En general, una prueba muy sensible será especialmente adecuada en aquellos casos en los que el no diagnosticar la enfermedad puede resultar fatal para los enfermos, o en enfermedades en las que un falso positivo no produzca serios trastornos psicológicos o económicos para el paciente.
En cambio, los tests con una alta especificidad son necesarios en enfermedades graves, pero sin tratamiento disponible que las haga curables, cuando exista gran interés por conocer la ausencia de enfermedad o cuando diagnosticar a un paciente de una enfermedad, siendo falso positivo, pueda acarrear graves consecuencias, ya sean físicas, psicológicas o económicas.

## Eficacia de una prueba diagnóstica
Tanto la sensibilidad como la especificidad proporcionan información acerca de la probabilidad de obtener un resultado concreto (positivo o negativo) en función de la verdadera condición del paciente con respecto a la enfermedad. Sin embargo, cuando a un paciente se le realiza alguna prueba, el médico carece de información a priori acerca de su verdadero diagnóstico, y más bien la pregunta se plantea en sentido contrario: ante un resultado positivo o negativo en el test, ¿cuál es la probabilidad de que el paciente esté realmente enfermo o sano? Los parámetros que proporcionan esta información (probabilidad post-test) al médico son los denominados valores predictivos.
Los valores predictivos dependerán de la prevalencia de la enfermedad en la población en estudio. Será por lo tanto un valor no extrapolable a poblaciones diferentes. Existen dos tipos de valor predictivo:
- Valor predictivo positivo: indica la probabilidad de que el paciente padezca la enfermedad tras conseguir un resultado positivo en el test. Por tanto, el valor predictivo positivo (VPP) puede estimarse como la proporción de verdaderos positivos respecto del total de resultados positivos obtenidos en el test, es decir, el número real de enfermos respecto de todos los resultados que indican presencia de enfermedad. Así:

VPP=(VP)/(VP+FP)
- Valor predictivo negativo: es la probabilidad de que el paciente no padezca la enfermedad tras obtener un resultado negativo en el test. De este modo, el valor predictivo negativo (VPN) puede estimarse como la proporción de verdaderos negativos respecto del total de resultados negativos obtenidos en el test, es decir, el número real de pacientes sanos respecto de todos los resultados que indican ausencia de enfermedad. Luego:

VPN=(VN)/(VN+FN)

## Elección de una prueba diagnóstica
Para elegir correctamente entre dos o más pruebas diagnósticas se puede recurrir a parámetros estadísticos. Destaca el conocido como "Característica Operativa del Receptor" o curva ROC. La curva ROC es una representación que compara la sensibilidad de la prueba con el parámetro (1-Especificidad) suponiendo así una medida global e independiente de cualquier punto de corte establecido. 
El parámetro indicador más utilizado es el "área bajo la curva" (AUC). Se trata de un índice cuyo valor está comprendido entre 0,5 y 1; siendo 1 el valor que determina un diagnóstico perfecto, y 0,5 una prueba sin capacidad discriminatoria diagnóstica.